# Смоленцево
Смоле́нцево — слобода (микрорайон) города Советска Кировской области России. Упразднённое в 1977 году деревня в Советском районе Кировской области, административный центр Смоленцевского сельсовета.

## География
Смоленцово находится в южной части области, в зоне хвойно-широколиственных лесов, по реке Кукарка.

### Уличная сеть
Улицы села: улица Дружбы (до вхождения в городскую черту — улица Мира), Ворошилова, Загородная, Нагорная.
После вхождения в состав города в 1977 году строятся две улицы Полевые, улица Некрасова. В 1986 году переулок Нагорный переименован в переулок Овражный.

### Географическое положение
В радиусе трёх километров:
- поч. Кожевинcкий (↑ 0.6 км)
- завод Кирпичный завод (↘ 0.7 км)
- д. Кошкино (↓ 0.7 км)
- д. Подмонастырская Слободка (Советск) (↑ 1.1 км)
- поч. Рыков Малый (↙ 1.7 км)
- д. Самоделкино (↗ 1.8 км)
- д. Шарово (↙ 1.9 км)
- поч. Томинский (↓ 2 км)
- д. Ташово (→ 2.1 км)
- д. Грехово (→ 2.5 км)
- д. Потаничи (↗ 2.6 км)
- д. Печёнкино (↖ 2.7 км)
- с. Жерновогорье (↖ 2.7 км)
- д. Епимахово (↓ 3 км)

## Климат
Климат характеризуется как умерено континентальный, с тёплым летом и холодной длительной зимой. Среднегодовая температура — 2 — 2,3 °C. Средняя температура воздуха самого холодного месяца (января) составляет −14 °C; самого тёплого месяца (июля) — 18,2 — 18,3 °C. Период с отрицательными температурами длится около 160 дней. Годовое количество атмосферных осадков — 530—550 мм.

## Топоним
Известна в 17 веке под названием Смоленцовская. В 18 веке в документах переписей 1710 (РГАДА 350-1-135, 1710 г.), 1716 (Ландратская перепись, РГАДА 350-1-138, 1716 г.) и других
известна под описательным названием в деревне Смоленцове. 1‑я ревизия (1722‑27), РГАДА 350-2-1115, 1722—1723 г. В документах 1‑й ревизии (1722‑27) происходит изменение на деревни Смоленцовой (РГАДА 350-2-1115, 1722—1723 г.), Смоленцовы (РГАДА 350-2-1116, 1722—1723 г.). А к 1748 году	2‑я ревизия фиксирует современное название Смоленцово (РГАДА 350-2-1135, 1748 г.) и старое в деревне Смоленцове (РГАДА 350-2-1151, 1748 г.), которое встречается до конца 18 века.
В 19 веке, начале XX века — деревня Смоленцова. После революции к 1926 году устойчивое название Смоленцово.

## История
Поселение упоминается впервые в документах	переписи 1646 (РГАДА 1209-1-6445, 1646 г.). Населённый пункт входил: Казанское царство, Казанский уезд,	Дворцовые села деревни и починки, дворцовая слобода Кукарка

## Население
В 1646 году — 60 мужчин. К 3 февраля 1764 года — 137 жителей (66 мужского пола, 71 женского), к 1873 году — 436 (мужчин — 222, женщин — 214), в 1905 году — 618 (мужчин — 301, женщин — 317), в 1926 г. — 483 (мужчин — 222, женщин — 261), в 1950 г. — 394.

## Инфраструктура
Жители занимались кожевенным производством, славились изготовлением хромовой кожи
Было личное подсобное хозяйство. К 1873 году — 57 дворов, в 1905 — 87, в 1926—108, в 1950 г.г. — 100.

### Достопримечательности
В селении две церкви: в самой д. Смоленцево (на ключе) — деревянная «Смоленской Божьей Матери»; за деревней — «Спасская» (каменный столп).
Родник «Смоленцевский ключ», святой источник Смоленской иконы Божией Матери.

## Транспорт
«Список населённых мест Вятской губернии 1859—1873 гг.» описывал починок «от Уржумского тракта на Востоке до границы уезда, по проселочным дорогам».